# 義務論
義務論（ぎむろん、英語: deontology）とは、規範倫理学の学説の一つであり、「汝の信条が普遍的法則となることを、その信条を通して汝が同時に意欲できる、という信条に従ってのみ行為せよ」とするもの。哲学者であり倫理学者であるイマヌエル・カントが唱えた。動機説とも。
功利主義を含む帰結主義（目的論）と対置される。

## 概論
カントは、理性によって導き出される普遍的な究極の道徳規則というものの存在を提起し、それに無条件に従うことが倫理の達成であると提唱した。
義務論者によれば、我々は健康で頭が冴える、理性的な時ならば、“それ自体で善いもの”が本当の善であり、それは“善い意志”であることを理解し理想するという。それ自体で善いものとは、何らかの目的の為の行為ではないということである。善い意志とは、「自己の信条が普遍的法則となることを、その信条を通して自己が同時に意欲できる、という信条に従ってのみ行為する」で表される（信条は格律とも言い、自己が意欲する規則のこと）。しかし、人間は短絡的な欲求などの様々なしがらみにより善い意志にかなった行為ができない場合が多い。そこでこの善い意志の行為を理性的なうちに義務とし自己に強制させておくことで、善い意志の行為化に接近する。こうすることで短絡的欲求や気まぐれに惑わされること無く善い意志による行為を最大限行為化できる。義務になると上記の文が命令されるかたちとなり冒頭のものとなる。こうして善い意志は人間においては義務的な道徳規則となった。
義務論をわかりやすく言えば、自分が行為したいことが、だれが、いつ、どこで、なにを、なぜ、いかに行為しても文句なしと自分自身が意欲できる行為ならそれを道徳規則とし、その規則に従うこと、である。ここで気を付けることは、あくまで自分が意欲できるから規則とすること、あくまで規則だから行為すること、規則を作る場合「～の場合」を付けるような例外条項にせず、いかなる場合でも指令されることが妥当とすることである。

## 根拠
カントはなぜ、義務論に従うべきなのかを“我々がそれを理想とするから”という以外で説明できなかった（ただし、現象主義者等からはこの部分を賞賛される）。この欲求は、実践理性の要請と呼ばれ、ここが哲学の限界と言われることもあったが、現在では、自己目的（例：自己保存、快楽）などとも関連付けられる。つまり、義務に従うことは長期的観点で自己目的に適うために欲するというもの。これは、道徳の必要性といった類の道徳の根本的な問題の内で扱われる。

## 区分
このような義務の区別がある。
完全義務
いかなる状況下でも従わなければならないもの。
不完全義務
通常従うべきだが事情によって従わないことが許容されるもの。努力義務ともいう。
これらの区別はただただ自己の理性によって区別され、一般的に前者は法律化や被行為者による何らかの対処が認められる。

## 基本的規則
基本的義務というものが存在する。いまいち何を規則とするか分からない者はこういったものを理性で普遍化妥当とみなして規則とすることができる。
- 過去の行為についての義務
- 感謝の義務
- 公正の義務
- 善行の義務
- 自己改善の義務
- 他人を傷つけない義務

また、カント等の義務論の著作では、人を殺さない、嘘をつくなを始め以下のものがみられる。
- 隣人愛義務（遭遇した全ての人を平等に重んじる）
- 自己保全義務
- 人格尊重義務
- 人格に有害な物の除去義務
- 平和を目指す義務

なお、道徳的であることの当然の前提として理性保持義務も考えられる。理性の範囲に最大時間あるようにせよ。

## 形而上学的事項
義務論では道徳規則に従うことは自らの自由意志によって規定しなければならないとされる。これを自律という。ここで言う自由とは理性にとっての自由である。理性以外の一切のもの（例：短絡的欲求）によって行為を規定してはならない。こうしてカントは理性的存在者の自由と尊厳を確保したのである。人格の尊重を道徳規則とすると“汝や他者の人格を単に手段としてのみ扱ってはならず目的として扱わなければならない”となる。

## 義務論批判・功利主義との関係
義務論に対する批判に“抽象的”、“義務の衝突が発生する”というものがある。この問題を解決するために提案されているのが功利主義の利用である。功利制度を導入することで行為の具体化、妥当な義務の選択が可能となる。この時、義務論と功利主義はかなり接近する（正確には規則功利主義と）。
しかし、第一に、義務論では功利制度、最大多数の最大幸福による止むを得ない犠牲（他の義務を切捨てた事等）自体は善とされない。第二に、善悪判断に関して、功利主義は目的、結果を評価するのに対し、義務論は意志、動機を評価する。これらのため、義務論と規則功利主義とは根本的に異なる。
義務論はその他の諸理論にある「行為の目的」という物を排し、どんな場合でも無条件で結果を考慮せず道徳規則に従わせる。